# Yangtze River Shipping Center
Yangtze River Shipping Center (кит. трад. 武汉航运中心大厦, буквально: «Цент судоходства реки Янцзы») — сверхвысокий небоскрёб, расположенный в деловом центре китайского города Ухань. Построен в 2022 году, является 6-м по высоте зданием города и входит в сотню самых высоких зданий страны. Архитектором 65-этажной башни высотой 330 метров выступил Уханьский архитектурный институт. К небоскрёбу примыкает многоуровневый торговый центр.
Помимо главной башни в состав комплекса входят две 47-этажные жилые башни по 172 метра, построенные в 2019 году.

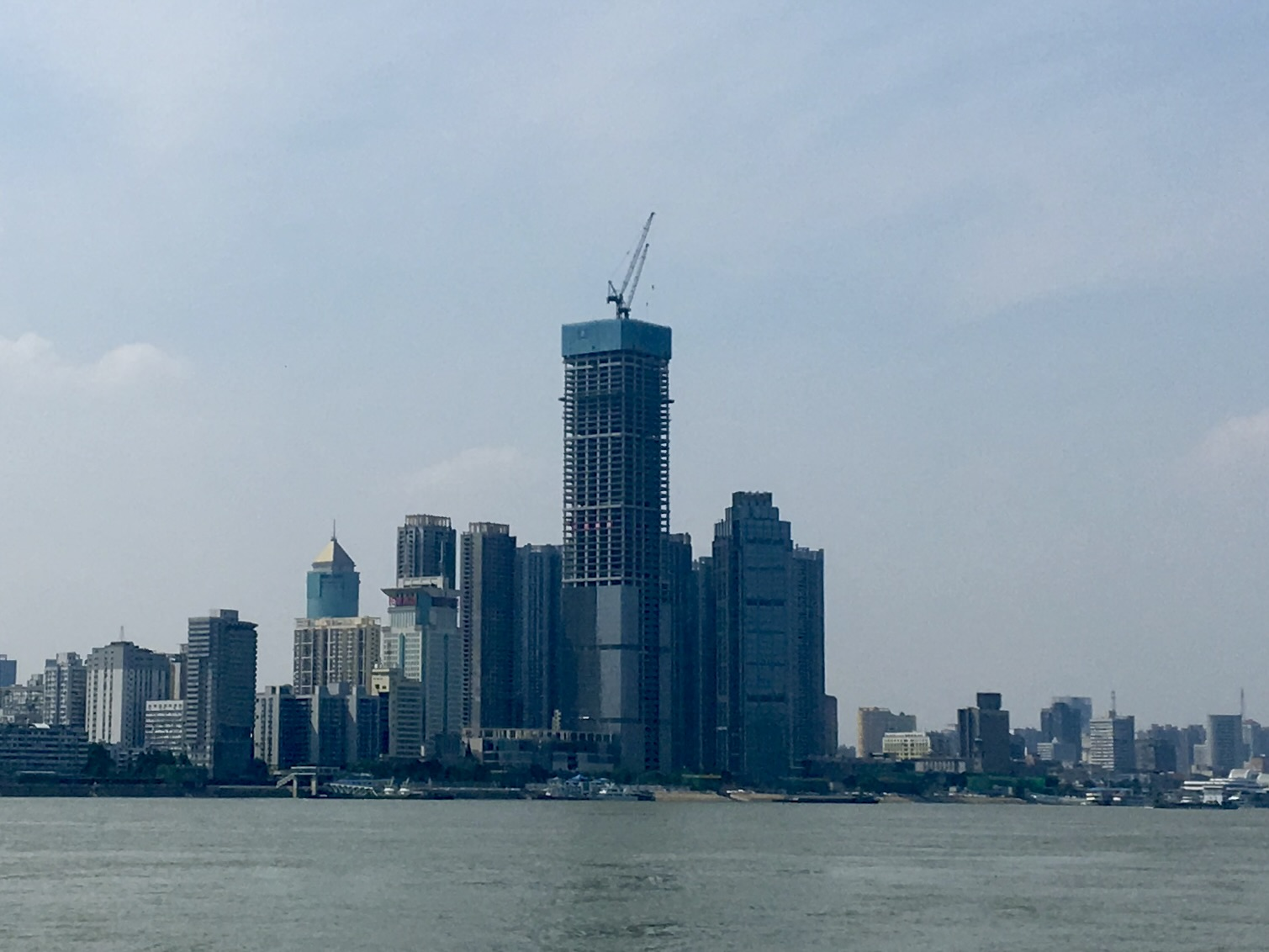
2019
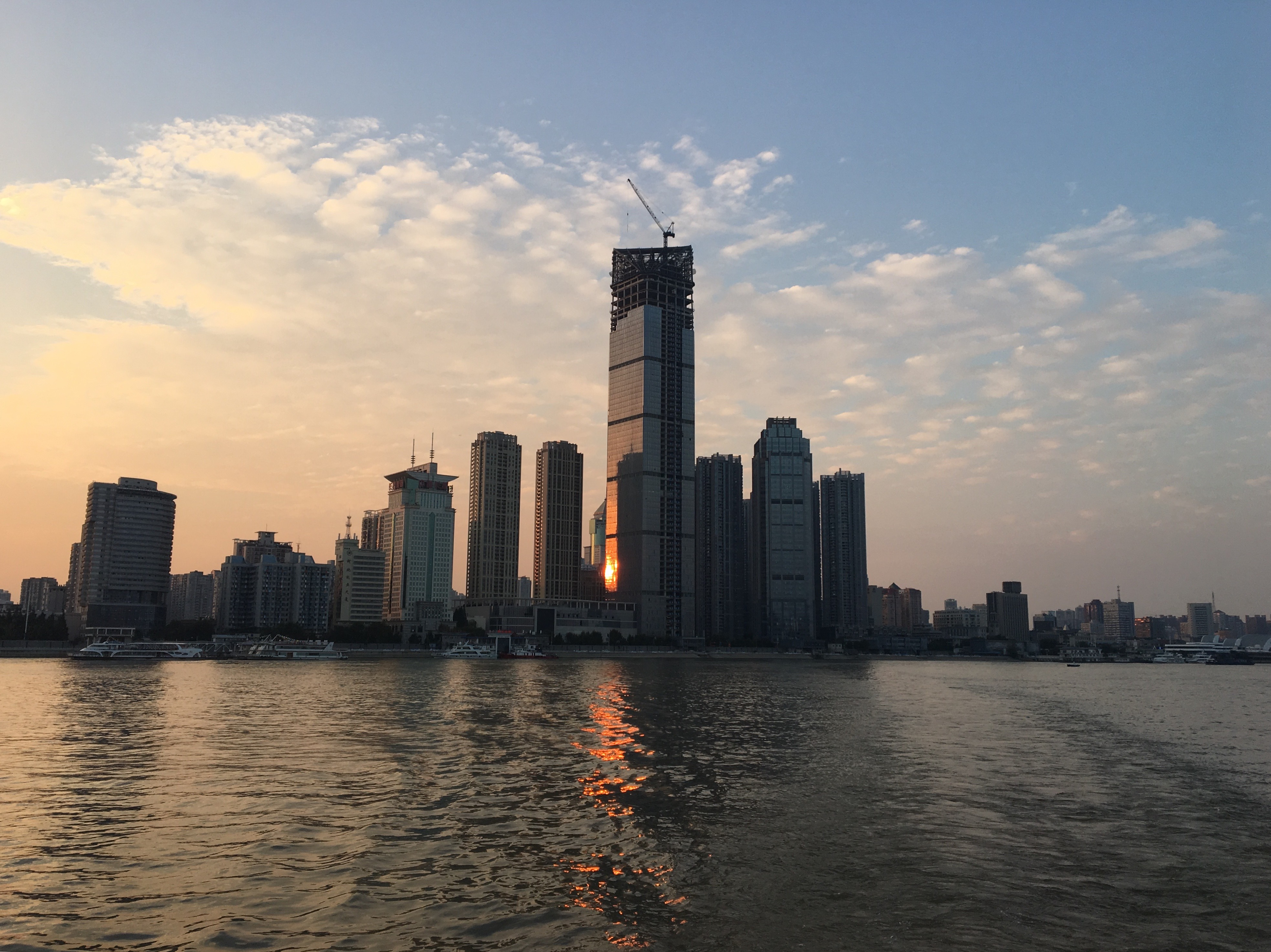
2020
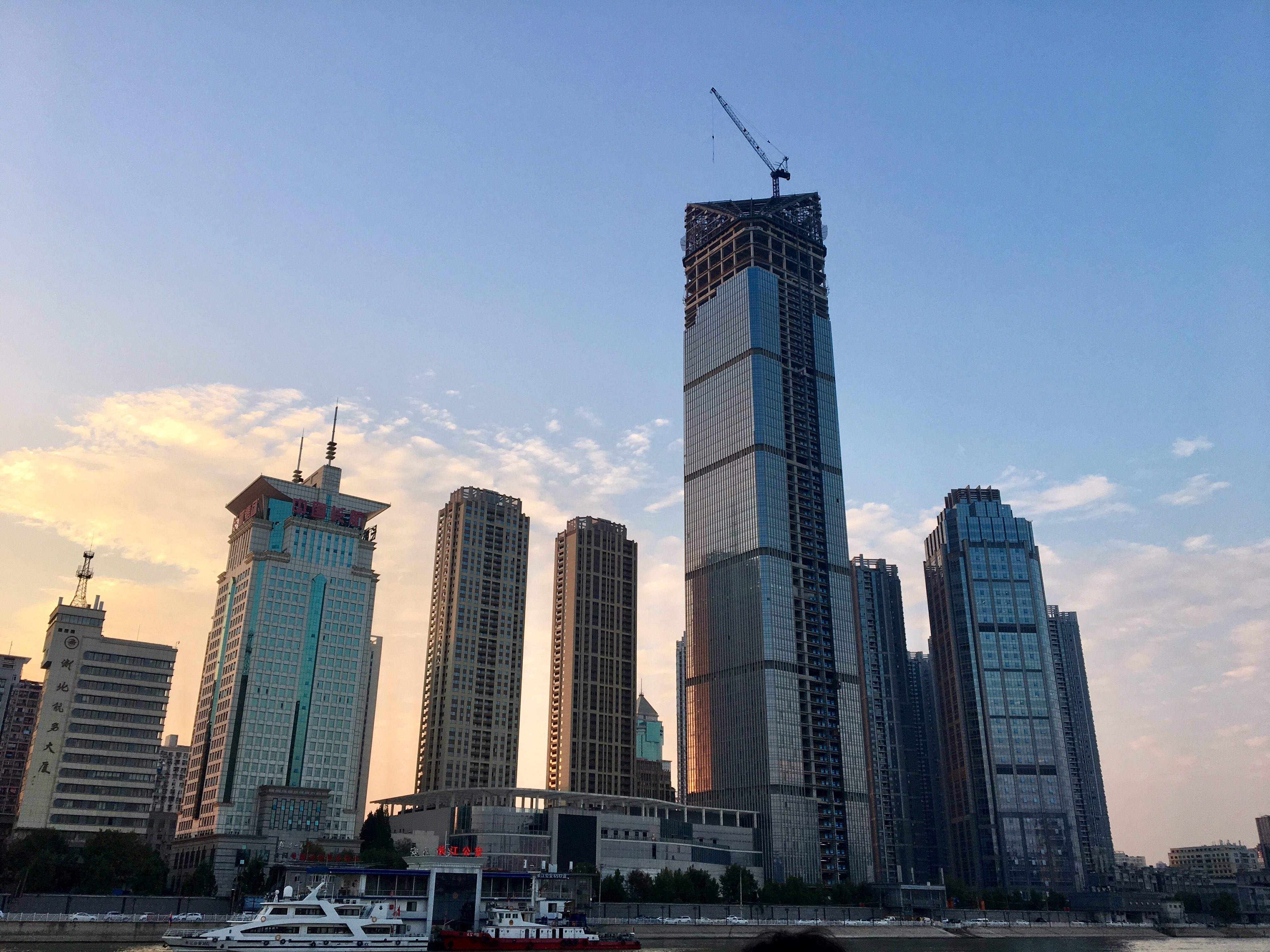
2020